# Joseph Kosuth

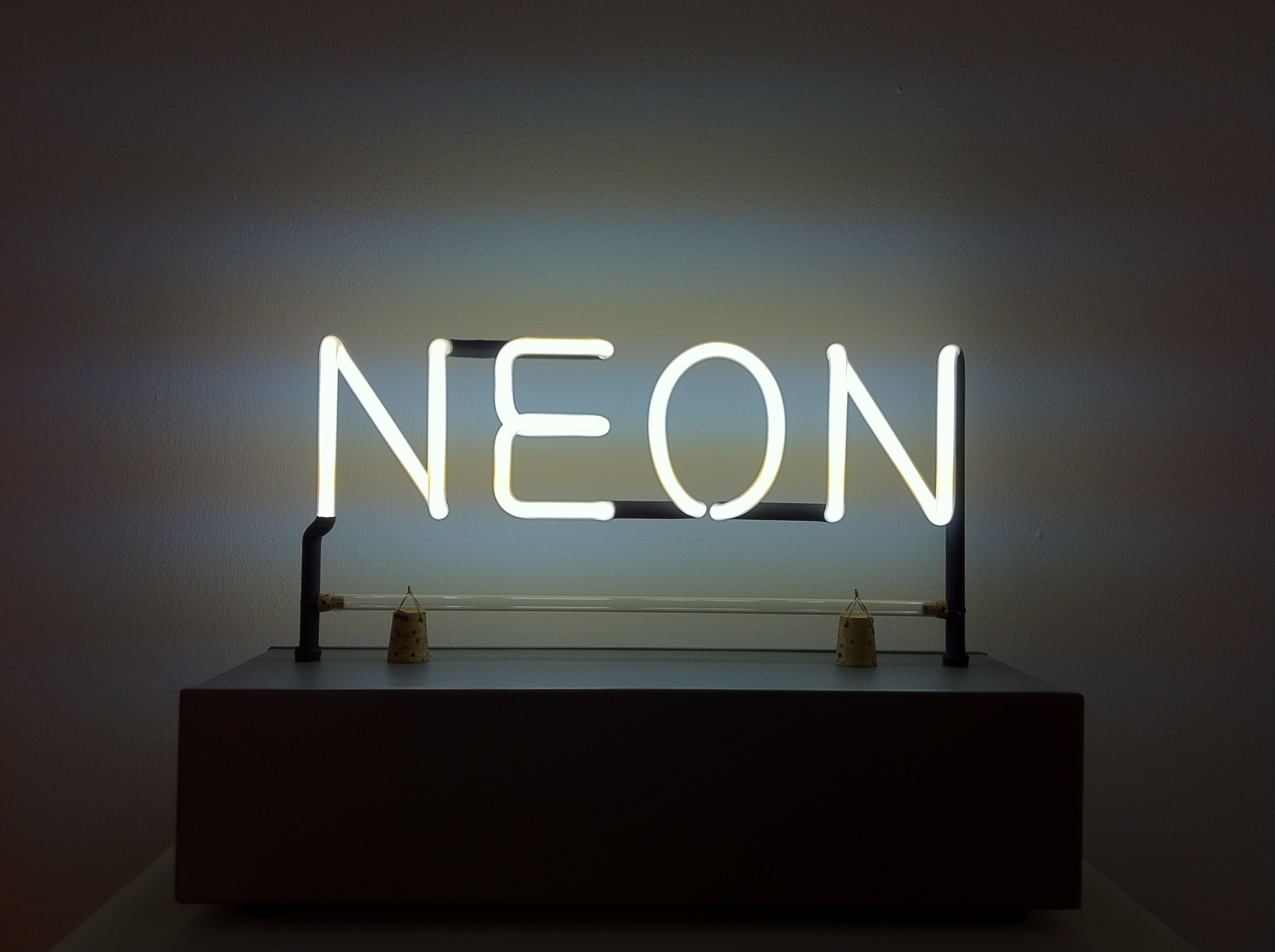
Neon (1965)

Joseph Kosuth (ur. 31 stycznia 1945 w Toledo w stanie Ohio) – amerykański artysta, uznawany za współtwórcę sztuki konceptualnej. Organizator wystawy Open Exhibition Normal Art. Znany także z twórczości pisarskiej, głównie z esejów w których krytykuje pozycję estetyki w ogólnym dyskursie teorii sztuki.

## Teoria Sztuki
Teksty Kosutha ukazują charakterystyczne podejście myślicieli drugiej połowy XX wieku do problemu sztuki współczesnej. Wykłada w nich radykalne tezy na temat zbędności myśli estetycznej w ogólnej dyskusji na temat statusu i funkcji sztuki, a za wystarczającą i pełną teorię sztuki uważa sztukę samą w sobie, traktowaną już nie tylko jako wytworzone dzieło, ale dyskursywną formę wypowiedzi, opisującą elementy zewnętrzne, jak i wewnętrzne w stosunku do samej siebie. Kosuth niejednokrotnie powoływał się na sztukę Marcela Duchampa, przyjmował go za duchowego patrona. Kosuth krytykuje także współczesną filozofię, ukazując ją jako oderwaną od pierwotnego terytorium jakim jest rzeczywistość. Oznaką tego problemu był dla Kosutha rozwój nauk przyrodniczych i szczegółowych.